# Cathédrale d'Altamura
La cathédrale d'Altamura (en italien : Duomo di Altamura, Cattedrale di Santa Maria Assunta), dédiée à l'Assomption de la Bienheureuse Vierge Marie, est une cathédrale catholique romaine située dans la ville d' Altamura, dans la ville métropolitaine de Bari, dans les Pouilles, dans le Sud de l'Italie.
Depuis 1986, c'est le siège de l'évêché d'Altamura-Gravina-Acquaviva delle Fonti, formé cette année-là. Auparavant, c'était l'église de la prélature territoriale d'Altamura (à partir de 1848, Altamura e Acquaviva delle Fonti).

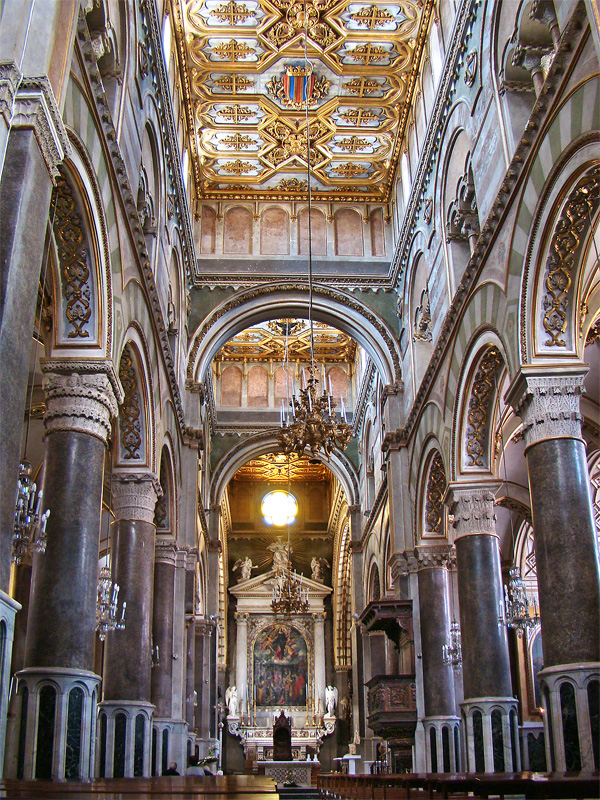
Intérieur de la cathédrale.

## Histoire
L'église a été construite par la volonté de l'empereur Frédéric II en 1232-1254. Le portail principal, le portail et la rosace se trouvaient alors au nord-est, du côté opposé à celui de la construction actuelle, tandis que l'autel était situé au sud-est, dans la zone où se trouve actuellement le portail principal. En 1248, sous la pression de Frédéric II, le pape Innocent IV déclara Altamura exemptée de la juridiction de l'évêque de Bari et en fit une « église palatine », l'une des quatre des Pouilles.
L'historien Domenico Santoro (1688) a émis l'hypothèse que l'église pourrait occuper l'emplacement d'un temple grec ou romain dédié à Castor et Pollux, puisque sur les chapiteaux du chœur, deux statues de Castor et Pollux étaient présentes au moins jusqu'au XVIIIe siècle, avant d'être détruites. Vitangelo Frizzale (1755), affirme au contraire qu'il s'agissait d'un temple consacré à Janus (latin : Ianus bifrons), une divinité romaine. Ceci serait confirmé par la présence, dans le passé, d'un hermès à deux visages à l'orée de l'ancienne façade de la cathédrale. Cependant, lors des travaux de restauration effectués dans les années 2010, cette sculpture a plutôt été identifiée comme étant une tête de Sarrasin. La sculpture avait un but apotropaïque et évoquait les craintes d'une invasion des Sarrasins, crainte largement répandue parmi les chrétiens d'Europe méditerranéenne, surtout au XVIe siècle.

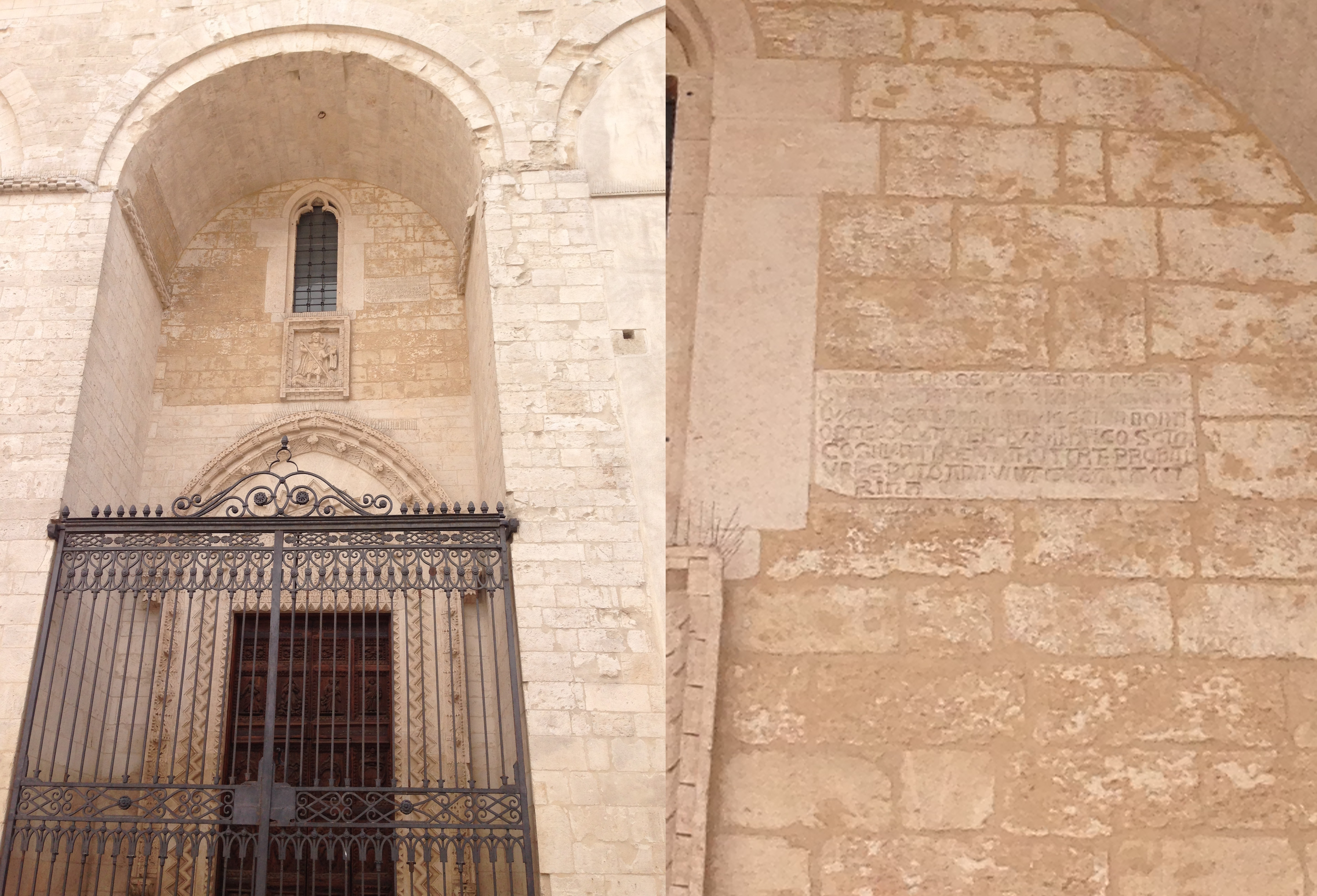
Inscription en latin, rapportant l'effondrement de l'église, le 29 janvier 1316.

Une inscription en latin, située sur la soi-disant « porte angevine » (italien : Porta Angioina ), dit que l'église s'est effondrée le 29 janvier 1316 et qu'elle a été reconstruite avec l'aide d'habiles constructeurs de la ville voisine de Bitonto.
L'orientation actuelle de l'église est opposée à celle d'origine, mais l'on ne sait pas si le changement date du règne de Robert d'Anjou (début du XIVe siècle) ou de l'agrandissement réalisé en 1521-1547. Le portail nord date de l'époque de Robert, tandis que le deuxième clocher, le parvis de l'autel et la sacristie ont été ajoutés au XVIe siècle. Du XVIIIe siècle datent les parties supérieures des deux clochers et la petite loggia qui les sépare. Une chambre contenant une horloge (dialecte altamurien : casa dell'arlogio, italien : casa dell'orologio) avec poids et contrepoids, fut démolie dans la première moitié du XVIe siècle, puis reconstruite, sa dernière forme apparaissant sur une peinture du XVIIIe siècle représentant sainte Irène dans la salle du conseil de la ville d'Altamura. Dans le même tableau, la foudre est représentée frappant la tour de la cathédrale ; il s'agit d'un véritable accident survenu en 1726. Selon les sources, le tonnerre a frappé la cathédrale à deux reprises et l'a considérablement endommagée. Au cours des trois années suivantes, des travaux de restauration furent réalisés et les tours furent également agrandies. Des dômes ont également été ajoutés à chacune des deux tours (comme le montrent les tableaux précédents, où les dômes n'avaient pas encore été construits),.

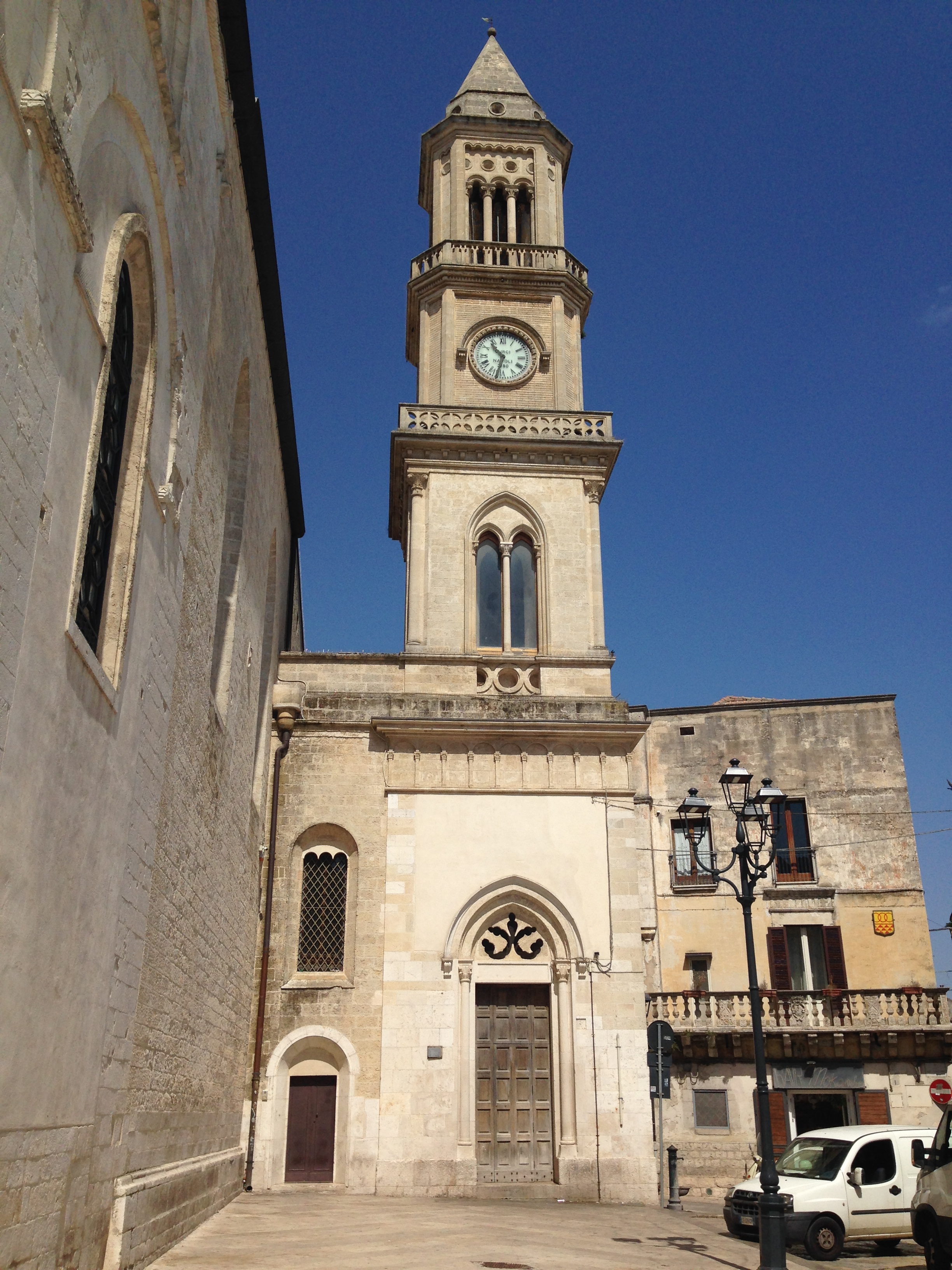
La tour de l'horloge, ajoutée en 1858.

À l'endroit où se trouve aujourd'hui la tour de l'horloge, la cathédrale possédait une rosace secondaire et d'autres fenêtres environnantes, aujourd'hui murées.
En 1729, les statues de l'Assomption de Marie (italien : Assunta) et des deux saints Pierre et Paul furent ajoutées. Au cours des années suivantes, la salle de l'horloge fut transformée en une loggia baroque, aujourd'hui visible entre les deux tours.
En 1858 (trois jours avant l' unification de l'Italie), on ajouta la tour de l'horloge, conçue par l'architecte Corradino de Judicibus.
La cathédrale d'Altamura a été restaurée en 2006. Les murs extérieurs de la cathédrale ont été restaurés dans leur couleur blanche d'origine. D'autres travaux de restauration ont été réalisés en 2017 pour le sol, le système d'éclairage, les trois portails d'entrée et d'autres structures en bois.

## Architecture

### Extérieur

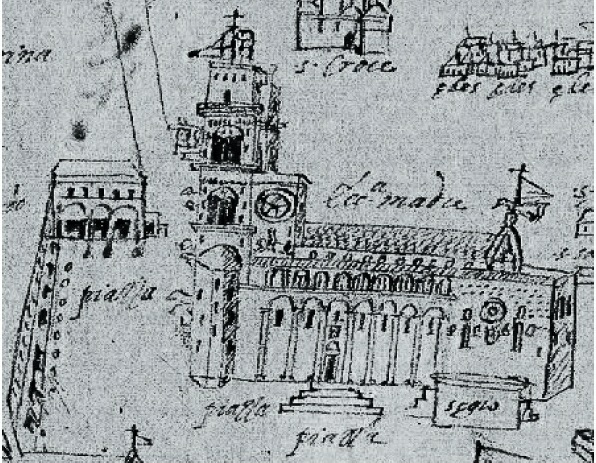
La cathédrale dans les dernières années du XVIe siècle.

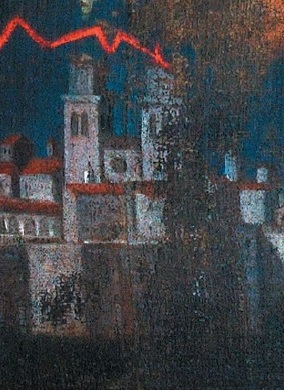
Vue d'Altamura (depuis la porte de Bari), sur la peinture de sainte Irène (première moitié du XVIIIe siècle). Salle du Conseil de la ville d'Altamura.

La façade présente deux hauts clochers à deux ordres dans celui de droite, et trois (le premier de style roman), dans celui de gauche, qui sont réunis par une petite loggia surmontée d'un tympan. La plupart des portails et fenêtres ont des arcs brisés gothiques. La loggia abrite une petite statue de la Vierge Immaculée, tandis que deux statues des saints Pierre et Paul sont situées sur les côtés du tympan. Sous la loggia se trouve une rosace du XIVe siècle, avec quinze rayons et, en son centre, un bas-relief représentant l'Agnus Dei. À gauche des rosaces se trouvent trois blasons : celui du centre appartenait à l'empereur Charles Quint, tandis que les deux autres datent de la restauration du XVIe siècle. Plus à gauche se trouve une fenêtre à meneaux avec des décorations d'inspiration orientale provenant du bâtiment original de Frédéric II.
La façade est complétée par un portail du XIVe siècle, inclus dans un prothyre soutenu par deux colonnes qui portent, à leur base, deux sculptures de lions (1533). Au sommet se trouve un tympan avec les armoiries de la maison d'Anjou et des princes de Tarente, dirigeants d'Altamura à la fin du XIVe siècle. Le portail est orné de nombreuses scènes bibliques sculptées : dans la lunette se trouvent une Vierge à l'Enfant et deux anges ; dans l' architrave se trouve une Cène : enfin, les arcs abritent 22 scènes de l'Évangile, illustrant la vie de Jésus de l' Annonciation à la Pentecôte.

### Intérieur
L'église possède une nef et deux bas-côtés séparés par des colonnes et des piliers, avec des matronées sur les côtés. Les chapiteaux, de style byzantin, constituent le dernier détail décoratif visible aujourd'hui de l'édifice d'origine de Frédéric II, avec la matronée et l'abside à gauche du portail.
La nef, au plafond en bois décoré de stucs dorés, se termine par un grand maître-autel du XVIIIe siècle, exécuté en 1736-1793. Le retable est une Assomption de la Vierge de Leonardo Castellano (1546). Le presbytère abrite un chœur en bois richement décoré datant de 1543, un ambon en pierre avec des scènes sculptées de la vie de Jésus et une chaire en bois datant également du XVIe siècle.
Les bas-côtés comportent chacun six chapelles latérales. La première chapelle de gauche abrite une crèche en bois polychrome de 1587. La quatrième chapelle de gauche, dédiée à saint Joseph, est de style baroque et comprend un autel en marbre polychrome avec la statue du saint tenant la main de Jésus, avec un baldaquin.
L'église abrite également une toile de Domenico Morelli représentant la Conversion de saint Paul (1876).